# (37452) Spirit
(37452) Spirit (4282 P-L) – planetoida z pasa głównego asteroid.

## Odkrycie
Została odkryta 24 września 1960 roku w Palomar Observatory przez Cornelisa i Ingrid van Houten. Nazwa planetoidy pochodzi od łazika Spirit używanego w amerykańskiej misji marsjańskiej Mars Exploration Rover.

## Orbita
(37452) Spirit okrąża Słońce w ciągu 7 lat i 307 dni w średniej odległości 3,95 j.a. Spirit należy do planetoid z rodziny Hilda, poruszających się po zbliżonych orbitach i pozostających w rezonansie 3:2 z Jowiszem.